# Саверин, Михаил Алексеевич
Михаил Алексеевич Саверин (11 ноября 1891 — 5 марта 1952) — Заслуженный деятель науки и техники РСФСР (1942).

## Биография
Окончил Императорское московское техническое училище в 1914.
С 1918 работал в Главметалле Высшего Совета народного хозяйства. Разработчик первых отечественных стандартов в машиностроении, организатор комплексной стандартизации советского машиностроения.
С 1920 преподавал в МВТУ им. Баумана, в частности разработал и вел предметы: взаимозаменяемость деталей машин, технология машиностроительного производства и другие. Заведующий кафедрой «Детали машин» с 1929 по 1952 г. Декан факультета холодной обработки с 1933 г. Доктор технических наук, профессор.
С 1930 г. — член Комитета по стандартизации при Совете труда и обороны СССР.
Награждён двумя орденами Трудового Красного Знамени. Лауреат Сталинской премии.
Похоронен на Донском кладбище.